# Nundasuchus
Nundasuchus es un género extinto de crurotarso, posiblemente un arcosaurio suquio relacionado con Paracrocodylomorpha. Los restos de este género provienen de los Lechos Manda del Triásico Medio en el suroeste de Tanzania. Solo se conoce a una especie, Nundasuchus songeaensis, conocido a partir de un único esqueleto parcial, que incluye vértebras, elementos de las extremidades, osteodermos y fragmentos del cráneo.
Nundasuchus vivió en lo que hoy es Tanzania, África hace unos 240 millones de años. Los miembros de este género eran probablemente carnívoros, de alrededor de 2.7 a 3 metros de largo, con dientes zifodontes (en forma de cuchillo) y filas de placas óseas (osteodermos) a lo largo de su espalda. Los análisis filogenéticos sitúan de forma consistente a este género dentro del grupo Crurotarsi con base en rasgos del tobillo. Muchos estudios lo consideran también un pseudosuquio, lo que significa que estaba más cercanamente relacionado con los actuales crocodilianos que a los dinosaurios. Sin embargo, Nundasuchus tenía una postura erguida, con patas situadas directamente bajo su cuerpo, como otros pseudosuquios primitivos (tales como los "rauisuquios" y aetosaurios) pero a diferencia de los crocodilianos modernos.
La clasificación de Nundasuchus en relación con otros pseudosuquios es algo controversial. Algunos análisis filogenéticos lo sitúa en la base de este grupo, a veces junto con los fitosaurios, basándose en ciertos rasgos plesiomórficos (primitivos) tales como los dientes en el paladar, un pubis corto, y ciertas características del calcáneo (hueso del talón). Otra hipótesis, apoyada por su descripción original de 2014, considera que era algo más "avanzado" que esos grupos, en lugar de ser más cercano a Ticinosuchus y los paracrocodilomorfos (el grupo que abarca a los "rauisuquios" y los ancestros de los crocodilianos modernos). Este esquema de clasificación es justificada por la presencia de osteodermos "escalonados", "espinas meseta" en forma de corazón, y un surco en la cabeza del fémur. Independientemente de estas hipótesis, es claro que Nundasuchus representa un grupo de reptiles previamente desconocido que tiene una mezcla de rasgos tanto plesiomórficos como derivados con respecto a los arcosaurios suquios.